# 007: From Russia with Love
007: From Russia with Love is een videospel, ontwikkeld en uitgegeven door Electronic Arts op 18 november 2005 in de PAL-regio. Het spel is gebaseerd op het boek en de film met dezelfde namen.
Het videospel volgt de tijdlijn van het boek en de film, maar voegt een aantal extra scènes toe om het spel meer actiegericht te maken. Ook komen meerdere elementen uit oudere films terug, zoals de jetpack uit Thunderball en de Aston Martin DB5 uit Goldfinger.
Het is het eerste videospel met Sean Connery als James Bond en het eerste waarin de acteur zelf het stemwerk doet. From Russia with Love is het laatste James Bondspel dat Electronic Arts uitgegeven heeft, voordat EA zijn rechten verloor aan Activision in 2006.

## Stemacteurs
Alleen Sean Connery heeft zijn stem geleend voor zijn personage in het spel, de andere personages zijn door een andere stemacteur ingesproken. De personages Elizabeth Stark en Eva Adara komen alleen voor in het videospel en niet in de film of het boek. 
| Personage        | Acteur/Actrice in de film | Stemacteur          |
| ---------------- | ------------------------- | ------------------- |
| James Bond       | Sean Connery              | Sean Connery        |
| M                | Bernard Lee               | Peter Renaday       |
| Miss Moneypenny  | Lois Maxwell              | Karly Rothenberg    |
| Q                | Desmond Llewelyn          | Phil Proctor        |
| Tatiana Romanova | Daniela Bianchi           | Kari Wahlgren       |
| Rosa Klebb       | Lotte Lenya               | Karly Rothenberg    |
| Red Grant        | Robert Shaw               | Brian McCole        |
| Kerim Bey        | Pedro Armendáriz          | J. B. Blanc         |
| Elizabeth Stark  |                           | Natasha Bedingfield |
| Eva Adara        |                           | Maria Menounos      |

## Ontvangst
| Beoordeeld door        | Platform      | Datum            | Score |
| ---------------------- | ------------- | ---------------- | ----- |
| Looki                  | Xbox          | 18 december 2005 | 83%   |
| Game Chronicles        | PSP           | 28 april 2006    | 80%   |
| Game Informer Magazine | PlayStation 2 | december 2005    | 78%   |
| Game Vortex            | PlayStation 2 | 2005             | 76%   |
| Game Informer Magazine | Xbox          | december 2005    | 75%   |
| GamerDad               | PlayStation 2 | 1 januari 2006   | 70%   |
| GamerDad               | Xbox          | 1 januari 2006   | 70%   |
| Pro-G                  | GameCube      | 28 november 2005 | 60%   |
| Thunderbolt Games      | PlayStation 2 | 11 juni 2006     | 50%   |
| Jeuxvideo.com          | PSP           | 19 april 2006    | 40%   |